# Anabathmis
Anabathmis is een geslacht van zangvogels uit de familie honingzuigers (Nectariniidae).

## Soorten
Soorten uit dit geslacht honingzuigers worden ook vaak beschreven als soorten in het geslacht Nectarinia. Het geslacht kent de volgende soorten:
- Anabathmis hartlaubii – Principehoningzuiger
- Anabathmis newtonii – Geelborsthoningzuiger
- Anabathmis reichenbachii – Reichenbachs honingzuiger